# Ragnar Tveiten
Ragnar Tveiten (* 27. November 1938 in Veggli) ist ein früherer norwegischer Biathlet. Er nahm an drei Olympischen Winterspielen teil.
Ragnar Tveiten startete für Oslo Politis Idrettslag. Er nahm erstmals 1964 an den Olympischen Winterspielen in Innsbruck teil. Beim einzigen dort ausgetragenen Biathlon-Event, dem 20-km-Einzel lief er die zweitbeste Laufzeit hinter dem vormals mehrfachen Skilanglauf-Olympiasieger Veikko Hakulinen aus Finnland. Mit drei Fehlschüssen bekam er jedoch sechs Strafminuten auf die Laufzeit hinzu addiert und verpasste somit als Viertplatzierter eine Medaille. Bei den Biathlon-Weltmeisterschaften 1966 in Garmisch-Partenkirchen belegte der Norweger im Einzel den achten Platz, gewann aber mit Jon Istad, Ivar Nordkild und Olav Jordet die Goldmedaille im Staffelwettbewerb. 1967 gewann er in Altenberg mit der Staffel, in der nun Ola Wærhaug für Nordkild lief, erneut Gold. Im Einzel erreichte er den siebten Platz. Weniger gut schnitt Tveiten bei den Olympischen Winterspielen 1968 in Grenoble ab, wo er im Einzel 26. wurde.
Bei den Biathlon-Weltmeisterschaften 1969 in Zakopane erreichte Tveiten wieder ein gutes Resultat mit der Staffel, doch nach drei norwegischen Siegen in Folge, musste sich die norwegische Staffel in der Besetzung Istad, Tveiten, Magnar Solberg und Esten Gjelten dieses Mal der Vertretung der Sowjetunion geschlagen geben. 1970 erreichte die Staffel in Östersund in der Besetzung Tor Svendsberget, Tveiten, Solberg und Gjelten erneut die Silbermedaille hinter der Sowjetunion. In Hämeenlinna bei den Biathlon-Weltmeisterschaften 1971 wurde Norwegen, dieses Mal mit Nordkild für Gjelten, erneut Zweiter hinter der UdSSR. Das Großereignis 1972 waren die Olympischen Winterspiele von Sapporo, wo Tveiten 29. des Einzels wurde. 1973 nahm er letztmals an einer WM teil und gewann zum vierten Mal in Folge die Silbermedaille hinter der Sowjetunion, in einer Staffel in der neben ihm Svendsberget, Gjelten und Kjell Hovda teilnahmen.
National gewann Tveiten 1964 in Oslo mit Bronze im Einzel seine erste Medaille. 1965 gewann er an selber Stelle den Titel. Im Jahr darauf konnte er keine Medaille im Einzel gewinnen, wurde jedoch mit Jan Lunde und Odd Lunde für die Region Numedal startend bei den in Elverum erstmals ausgetragenen Meisterschaften im Staffelrennen Zweiter. 1967 gewann die Staffel Numedals mit Kjell Hovda, Kåre Hovda und Ola Lunde den Titel in Lier, 1968 erneut Silber. Auch 1970 erreichte er einen Erfolg und gewann mit den Hovdas und Odd Lunde in Trondheim ebenso wie im Jahr darauf in Vingelen, mit Ola statt Odd Lunde, Gold. Hinter Kjell Hovda wurde er zudem 1971 Zweiter im Einzel. 1972 gewann Tveiten in Evjemoen erneut Staffelsilber, 1973 wurde er in Steinkjer sowohl im Einzel wie auch im Staffelrennen norwegischer Meister. Auch 1974 gewann Tveiten in Vingrom mit Kjell Flesaker und den Hovda-Brüdern wieder Staffel-Gold, ebenso 1975 in Mo i Rana mit Sigleif Johansen für Kåre Hovda.